# METAR
Un METAR (officiellement METeorological Aerodrome Report mais parfois défini par Meteorological Airport Report) est un rapport d'observation (et non de prévision) météorologique pour l'aviation.
Ce code international a été développé par les membres de l'Organisation de l'aviation civile internationale et est approuvé par l'Organisation météorologique mondiale. Les données de base sont communes à tous les pays, mais certaines sections du code sont sujettes à des variantes locales. Contrairement à son titre, le code est non seulement utilisé dans les messages provenant des aérodromes mais également de toute station météorologique terrestre faisant partie d'un service météorologique national, comme les stations météorologiques automatiques en région.

## Contenu d'un METAR
Les messages METAR sont mis à jour régulièrement, souvent entre 30 minutes à 60 minutes pendant les heures d'ouverture du terrain, selon son équipement et l'éventualité d'un changement important du temps observé.
Un METAR contient diverses informations, entre autres, :
- le code OACI de l'aéroport ou aérodrome pour lequel est émis le METAR ;
- la date de l'observation ;
- AUTO si c'est le rapport d'une station automatique ;
- le vent ;
- la visibilité horizontale ;
- les nuages ;
- la température et le point de rosée ;
- la pression au niveau de la mer ;
- les remarques et données additionnelles éventuelles.

## Exemple
Exemple de METAR français : METAR LFQN 201630Z 18005KT 4000 -SHRA SCT030 BKN050 18/12 Q1014 NOSIG=
| METAR   | Nature du message, ici : METAR                                                        |
| LFQN    | Code OACI de l'aérodrome (ici : aérodrome de St-Omer/Wizernes)                        |
| 201630Z | observation pour le 20 du mois à 16 h 30 UTC (Z, prononcé « Zoulou », signifie : UTC) |
| 18005KT | Vent du 180° (Sud), vitesse 5 nœuds (1 kt = 1,852 km/h)                               |
| 4000    | Visibilité horizontale de 4 km (« 9999 » signifierait « supérieure à 10 km »)         |
| -SHRA   | Averses (SH = shower) de pluie (RA = rain) de faible intensité (-)                    |
| SCT030  | Nuages épars (SCT = scattered) à 3 000 pieds (914,4 m)                                |
| BKN050  | Nuages fragmentés (BKN = broken) à 5 000 pieds (1 524 m)                              |
| 18/12   | Température +18 °C, point de rosée +12 °C                                             |
| Q1014   | Pression de 1 014 hPa QNH (rapportée au niveau de la mer)                             |
| NOSIG   | Pas d'évolution prévue pour les deux heures à venir                                   |
| =       | Fin du message                                                                        |

Ceci n'est qu'un exemple de METAR, ils peuvent contenir beaucoup plus d'informations (voir Syntaxe).

## Déchiffrage

### Indicatif du message
Il y a deux types de nom de code possible pour un rapport d'observation. C'est toujours le premier groupe de caractères :
- METAR pour le rapport d'observation édité à l'heure fixe ;
- SPECI message émis lorsqu'il y a eu un changement significatif de temps (qui se produit entre les heures fixes de production des messages METAR).

### Code OACI
Le code OACI de l'aérodrome ou aéroport pour lequel est émis le METAR.
Ne doit pas être confondu avec le code IATA.
Exemple:
- LFTH : Aéroport de Toulon - Hyères
- LFPG : Aéroport Paris - Charles de Gaulles
- LFPZ : Aérodrome de Saint-Cyr-l'École
- KLAX : Aéroport International de Los Angeles

### Date et heure
La date et l'heure du rapport d'observation sont composées de la date du jour sans le mois ni l'année, suivi de l'heure et des minutes de la génération du rapport puis suivi de la lettre "Z" pour "Zulu Time", également appelé UTC pour Temps Universel Coordoonné. 
Le Zulu time correspond à UTC+0, soit le fuseau horaire de l'Angleterre.
Par conséquent, le rapport n'est pas forcément à l'heure exacte de la localisation de l'aérodrome, de l'aéroport ou de la station météo où il a été généré. 
Un METAR généré avec Zulu time (UTC+0) fait à un aéroport de Paris (UTC+1), affichera une heure de retard par rapport à l'heure de Paris à cause du décalage horaire de 1 heure entre UTC+0 et UTC+1.
Composition:
- Les deux premiers chiffres correspondent à la date du jour sans le mois ni l'année. (de 1 à 31)
- Les deux chiffres suivant sont l'heure UTC (0 à 23)
- Les deux derniers chiffres sont les minutes UTC (0 à 59).

Comme les rapports d'observation sont généré toutes les 30 à 60 minutes, les deux derniers chiffres sont généralement égal à 00 ou 30.
Exemple:
- 141330Z → Le 14 du mois, 13h30 UTC
- 022330Z → Le 2 du mois, 23h30 UTC
- 100000Z → Le 10 du mois, 0h00 UTC donc minuit UTC

### Vent
Les trois premiers chiffres indiquent la direction en degrés (par rapport au nord vrai,), par rapport au plus proche multiple de 10°.
Si le vent est inférieur à 3 nœuds, alors le message peut contenir le code VRB (variable).
La direction et la force du vent sont moyennées sur les 10 dernières minutes.
Une direction du vent variable n'est signalée que si elle s'écarte de plus de 10° de la moyenne.
Les deux chiffres suivants indiquent la vitesse moyenne du vent. En cas de vent en rafale, il y a un G (Gusting) accolé puis la vitesse du vent en rafale.
Il peut y avoir un second groupe de caractères suivi du premier, composé d'une direction en degré, suivi d'un "V" (InterVal) suivi d'une autre direction. Ceci indique un intervalle de variation de la direction du vent.
Enfin il y a l'unité utilisée :
- KT pour Knots (Nœuds) ;
- KMH pour kilomètres par heure[8] ;
- MPS pour mètres par seconde.

Exemple:
- 18005KT : Vent du 180° (en provenance du Sud vers le Nord) à une vitesse de 5 nœuds.
- 12012MPS : Vent du 120° (en provenance de l'Est - Sud Est) à une vitesse de 12 mètres par seconde.
- 00000KT : Pas de vent
- VRB01KT : Vent de direction variable de 1 nœud.
- 10009G19KT 060V130: Vent venant d'en moyenne de 100°, variable entre 60 et 130°, d'une vitesse moyenne de 9 nœuds, avec rafales pouvant atteindre 19 nœuds.

### Visibilité
Un groupe de chiffres qui correspond à la visibilité moyenne (ou minimum). Il peut être suivi de direction. S'il n'y a pas de variation de direction détectable, NDV peut être ajouté. La visibilité est mesurée en mètres (et en milles terrestres ou statute miles en Amérique du Nord, auquel cas SM est ajouté).

### Portée visuelle sur piste
La désignation de la piste, précédée de R (Runway), est suivie de barre oblique et la portée en mètres (ou en pieds aux États-Unis).
La portée visuelle de piste peut être précisée :
- de l'unité de mesure (si ce n'est pas l'unité par défaut)
R02L/0400FT → portée visuelle de piste sur la piste 02 gauche de 400 pieds
R02R/0400FT → portée visuelle de piste sur la piste 02 droite de 400 pieds ;
- de la tendance (N=pas de changement, U=Up, D=Down)
R02/0750N → portée visuelle de piste sur la piste 02 de 750 m sans changement ;
- d'un intervalle :
R24/0900V2000U → portée visuelle de piste sur la piste 24 de 900 à 2000 m en amélioration ;
- une indication de valeur maximale avec la lettre P=Plus
R26/800VP1500 → portée visuelle sur la piste 26 comprise entre 800 m et au plus 1500 m.

### Détail du temps
C'est le groupe ou les groupes de lettres entre la visibilité horizontale (ou RVR, s'il est présent) et les nuages.
On peut le décomposer comme ceci,, :
Un qualificateur d'intensité :
- "-" pour faible ;
- rien pour modéré ;
- "+" pour fort.

Un qualificatif de description du phénomène météorologique :
| Abréviation | Description                 |
| ----------- | --------------------------- |
| VC          | Au voisinage (in ViCinity)  |
| MI          | Mince (MInce)               |
| PR          | Partiel (PaRtial)           |
| DR          | Chasse basse (low DRifting) |
| BL          | Chasse haute (BLowing)      |
| FZ          | Se congelant (FreeZing)     |
| RE          | Récent (REcent)             |
| BC          | Bancs (BanCs)               |
| SH          | Averse (SHower)             |
| XX          | Violent                     |

Puis le type du phénomène qui se décline en trois groupes :
Les précipitations qui atteignent le sol :
| Code METAR | Signification                                  | Origine de l'abréviation |
| ---------- | ---------------------------------------------- | ------------------------ |
| RA         | Pluie                                          | RAin                     |
| SN         | Neige                                          | SNow                     |
| GR         | Grêle                                          | GRêle                    |
| DZ         | Bruine                                         | DriZzle                  |
| PL         | Granules de glace                              | ice PeLlets              |
| GS         | Neige roulée (ou grésil)                       | GréSil                   |
| SG         | Neige en grains                                | Snow Grains              |
| IC         | Cristaux de glace                              | Ice Crystals             |
| UP         | Précipitation inconnue (stations automatiques) | Unknown Precipitation    |

Des obstacles à la vue :
| Code METAR | Signification       | Origine de l'abréviation |
| ---------- | ------------------- | ------------------------ |
| BR         | Brume               | BRume                    |
| FG         | Brouillard          | FoG                      |
| HZ         | Brume sèche         | HaZe                     |
| FU         | Fumée               | FUmée                    |
| SA         | Sable               | SAnd                     |
| DU         | Poussière           | DUst                     |
| VA         | Cendres volcaniques | Volcanic Ash             |

D'autres types :
| Code METAR | Signification                 | Origine de l'abréviation |
| ---------- | ----------------------------- | ------------------------ |
| PO         | Tourbillon de poussière/sable | POussière                |
| SS         | Tempête de sable              | SandStorm                |
| DS         | Tempête de poussière          | DustStorm                |
| SQ         | Lignes de grains              | SQualls                  |
| +FC        | Tornade ou Trombe marine      | +Funnel Cloud            |
| FC         | Trombe                        | Funnel Cloud             |
| TS         | Orage                         | ThunderStorm             |

### Nuages
Le groupe de trois lettres indique la proportion de ciel couvert par la couche nuageuse au-dessus de la station d'observation météo. Cette proportion de ciel est mesurée en octas (fraction en 8e de ciel couvert),, :
- SKC : sky clear, aucun nuage (0 octa) ;
- FEW : few, quelques nuages, 1/8 à 2/8 du ciel couvert (1 à 2 octas) ;
- SCT : scattered, épars, 3/8 à 4/8 du ciel couvert (3 à 4 octas) ;
- BKN : broken, fragmenté, 5/8 à 7/8 du ciel couvert (5 à 7 octas) ;
- OVC : overcast, couvert, 8/8 du ciel couvert (8 octas) ;
- NSC : aucun nuage d'une hauteur inférieure à 5 000 pieds ou sous l'altitude minimale de secteur (si celle-ci est plus élevée). Aucun cumulonimbus ou cumulus bourgeonnant, quelle que soit leur hauteur au-dessus du sol. Quand ces conditions sont respectées, on utilise le codage NSC (No Significant Clouds)[10].

Les conditions OVC et BKN désignent des plafonds, tandis que des conditions FEW et SCT désignent simplement des couches nuageuses.
Les chiffres indiqués ensuite désignent la hauteur de la base des nuages, en centaines de pieds. Ex. : BKN046 signifie 5-7 octas à 4 600 pieds au-dessus du sol.
Si des cumulonimbus ou cumulus bourgeonnants (Tower CUmulus) sont présents, CB ou TCU sont ajoutés.
Si le ciel est obscurci par les précipitations ou le brouillard, VV (Vertical Visibility) est utilisé suivi de la visibilité mesurée en pied (ou /// en cas d'impossibilité de la mesurer). Une visibilité verticale est aussi considérée comme un plafond.
Si la station est automatique et aucune présence de nuages n'a pu être détectée, NCD (No Clouds Detected) est utilisé.

### Température et point de rosée
Le groupe de température et point de rosée suit le groupe de nuages. L'unité de mesure est le degré Celsius. Dans le cas des températures négatives, M précède le nombre.
Le point de rosée par rapport à la température donne aux pilotes des informations sur l'humidité et peut affecter la visibilité. Si le point de rosée est proche de la température, l'humidité est élevée, ce qui peut provoquer des conditions brumeuses, voire du brouillard.
Exemple:
- 18/12: Température de +18°C, point de rosée à +12°C
- 02/M01: Température de +2°C, point de rosée à -1°C

### Pression barométrique
La pression barométrique ramenée au niveau de la mer (QNH) est indiquée après les températures. Elle est indiquée en hectopascals, auquel cas elle est précédée de Q (QNH), ou en centièmes de pouce de mercure (aux États-Unis et sur les bases aériennes américaines), auquel cas elle est précédée de A (Altimeter).

### Tendance
La tendance donne des indications sur l'évolution prévisible du temps. Si elle est indiquée, elle est représentée par les derniers 5 caractères qui forment un code :
- NOSIG : no significant change, aucun changement significatif dans les deux heures à venir ;
- BECMG : becoming, changements prévus entre les heures indiquées, le ou les changements régulier/irréguliers seront permanents après l'intervalle de temps jusqu'au la prochaine signification ;
- GRADU : changements prévus qui va arriver progressivement ;
- RAPID : changements prévus rapidement (avant une demi-heure en moyenne) ;
- TEMPO : fluctuations temporaires dans un bloc de 1 à 4 heures. Chacune de ces fluctuations ne peut durer plus d'une heure et ne s'applique jamais à plus de la moitié de la période de prévision établie ;
- INTER : changements fréquents mais brefs ;
- TEND : dans les autres cas.

## Syntaxe
Les METAR ont une syntaxe particulière, qui peut paraître assez complexe. Les termes utilisés dans ce code sont des abréviations qui proviennent de diverses langues car il s'agit d'un code international (ex. : SN pour snow (neige), mais GR pour grêle). Cependant, les abréviations sont le plus souvent anglophones.
Les unités sont également variables mètres ou miles pour la visibilité, mètres ou pieds pour le RVR (runway visual range), nœuds, kilomètres par heure ou mètres par seconde pour la vitesse de vent, hectopascals ou pouces de mercure pour la pression barométrique. L'usage de ces unités différentes provient de l'histoire du développement de l'aviation dans différents pays.
En plus des phénomènes obligatoires décrits ci-dessus, on peut avoir des sections supplémentaires comme des remarques ou des précisions sur la décimale de la température. Voici la syntaxe internationale, :
CCCC YYGGggZ dddff(f)(Gfmfm) (KMH ou KT ou MPS) (dndndnVdxdxdx) VVVV(Dv) (VxVxVxVx(Dv)) ou CAVOK (RDRDR/VRVRVRVRI ou RDRDR/VRVRVR VRVVRVRVRVRI) w′w′(ww) (NsNsNshshshs ou VVhshshs ou SKC) T′T′/T′dT′d QPHPHPHPH REw'w' (WS TKOF RWYDRDR et/ou WS LDG RWYDRDR)
| CCCC                                        | Code OACI de l'aéroport                                                                            |
| YYGGggZ                                     | Jour du mois et heure (Zulu = UTC)                                                                 |
| dddff(f)(Gfmfm)                             | Direction et vitesse du vent et éventuelles rafales (Gusting)                                      |
| dndndnVdxdxdx                               | Variabilité de vent (minimum - maximum)                                                            |
| VVVV(Dv) (VxVxVxVx(Dv)) ou CAVOK            | Visibilité (en mètres si non spécifié)                                                             |
| RDRDR/VRVRVRVRI ou RDRDR/VRVRVR VRVRVRVRVRI | Portée visuelle sur piste (Runway), éventuellement donnée entre deux valeurs                       |
| w′w′(ww)                                    | Temps significatif présent                                                                         |
| NsNsNshshshs ou VVhshshs ou SKC             | Quantité de nuages et hauteur ou visibilité verticale                                              |
| (M)T′T′/(M)T′dT′d                           | Température et point de rosée en degrés Celsius (avec un M (moins) si la température est négative) |
| TX(M)TFTF/YFYFGFGFZ                         | Température maximum à la date et heure                                                             |
| TN(M)TFTF/YFYFGFGFZ                         | Température minimum à la date et heure                                                             |
| QPHPHPHPH                                   | Pression réduite au niveau de la mer (QNH)                                                         |
| REw'w'                                      | Temps récent                                                                                       |
| WS TKOF RWYDRDR et/ou WS LDG RWYDRDR        | Cisaillements de vent au décollage et/ou à l'atterrissage                                          |